# Panasonic Lumix DC-S5
Die Panasonic Lumix DC-S5 ist eine spiegellose, digitale Systemkamera (DSLM) mit Vollformat-Bildsensor und L-Bajonett von Panasonic. Sie erschien im September 2020.
Sie kann Videos mit 4k/60p aufnehmen. Weitere Merkmale sind ein Bildstabilisator, der durch mechanisches Bewegen des Sensors arbeitet (Verschieben in zwei Richtungen und Drehen) und sich auch mit dem Stabilisator im Objektiv, falls vorhanden, kombinieren lässt (Dual I.S.), sowie ein HiRes-Modus, in dem die Kamera automatisch acht Bilder nacheinander mit jeweils um einen Pixelbruchteil verschobenem Sensor macht und diese zu einer einzigen Bilddatei mit 96 MP Auflösung zusammenrechnet.
Im Januar 2023 kam das Nachfolgemodell Lumix DC-S5 II auf den Markt. Die DC-S5 wird aber weiterhin angeboten.